# Cristian Oros
Cristian Oros (nacido el 15 de octubre de 1984 en Sighetu Marmaţiei) es un futbolista profesional rumano que juega en el Rapid Bucureşti de la Liga I. Es internacional absoluto por Rumania y juega como defensa central.

## Trayectoria
| Club              | País    | Año       |
| ----------------- | ------- | --------- |
| Olimpia Satu Mare | Rumania | 2001–2005 |
| Bihor Oradea      | Rumania | 2005–2006 |
| FC Braşov         | Rumania | 2006–2011 |
| Rapid Bucureşti   | Rumania | 2011-     |